# Oblastní rada Bnej Šim'on
Oblastní rada Bnej Šim'on (hebrejsky מועצה אזורית בני שמעון, doslova „Oblastní rada Synové Šim'ona“) je oblastní rada (jednotka územní správy a samosprávy) v Jižním distriktu v Izraeli.

## Geografie

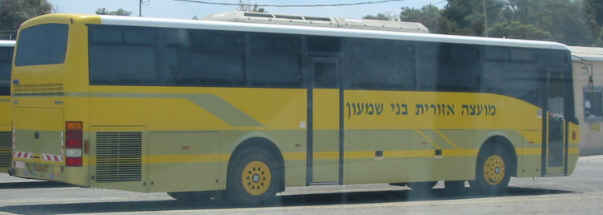
Školní autobus oblastní rady

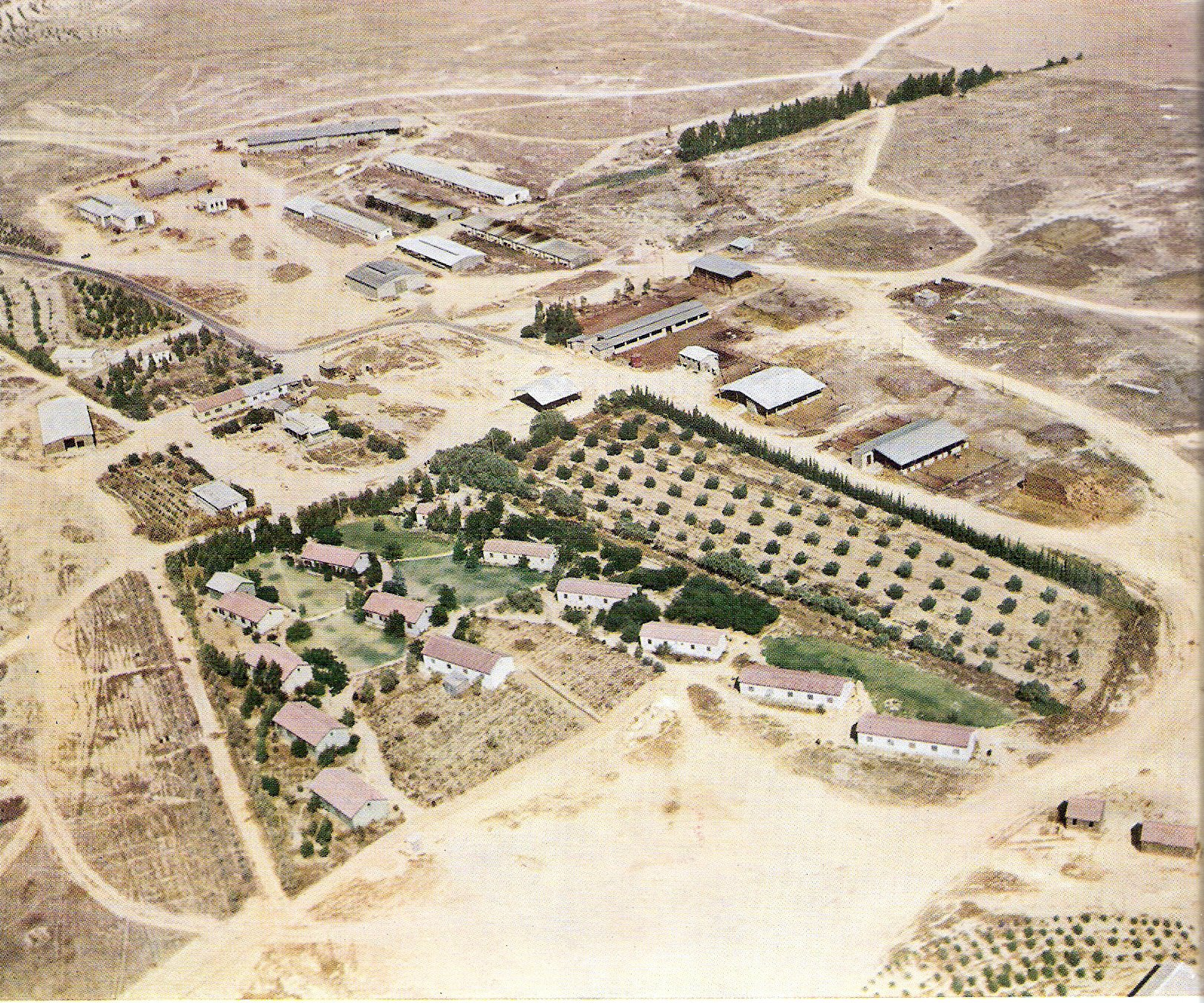
Letecký pohled na kibuc Chacerim v roce 1958

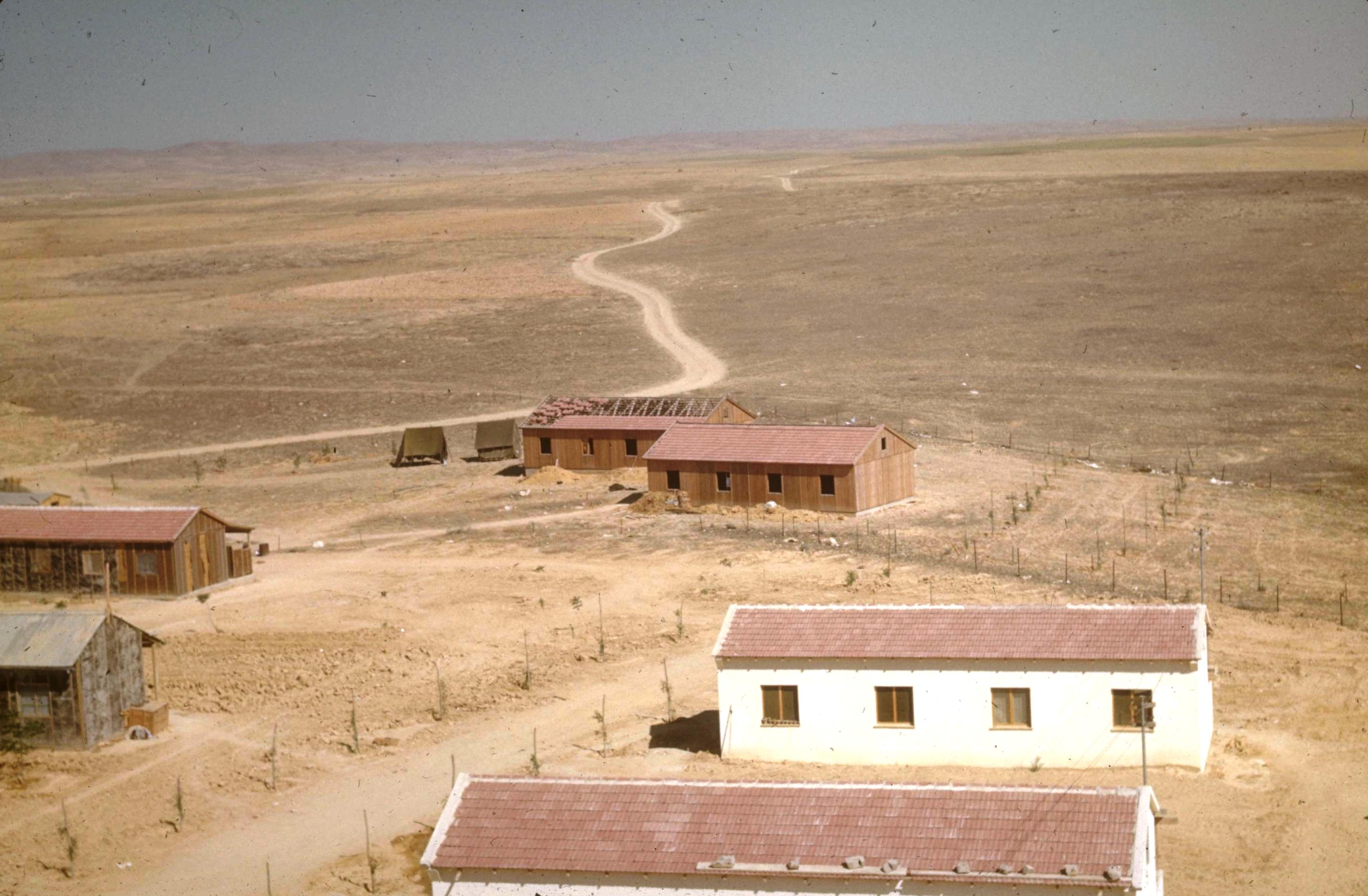
Zástavba kibucu Mišmar ha-Negev v roce 1950

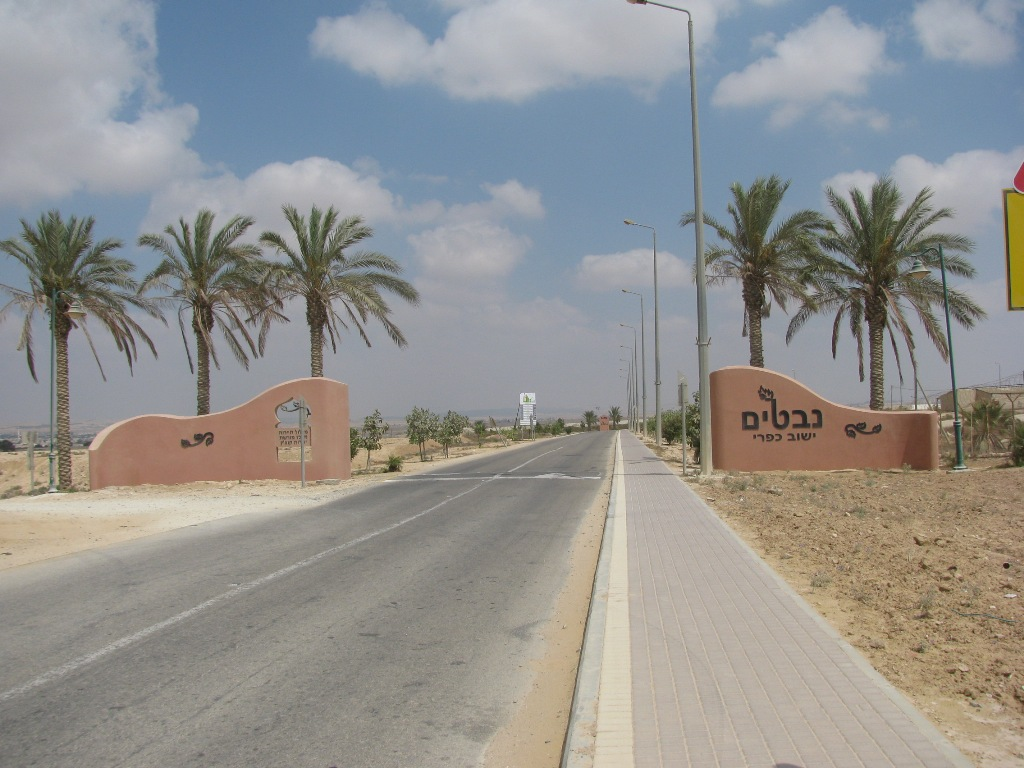
Vjezd do mošavu Nevatim

Rozkládá se v severní a centrální části Negevské pouště, převážně severně (ale zčásti i západně a východně) od města Beerševa, které je demografickým a ekonomickým centrem regionu, samo ovšem pod jurisdikci této oblastní rady nespadá. Jde o aridní oblast, která jen v nejzápadnější a nejsevernější části získala díky trvalému zavlažování a obdělávání částečně ráz zemědělsky využívané krajiny. Na většině plochy oblastní rady tvoří zemědělsky využívaná půda pouze nevelké enklávy v okolí jednotlivých vesnic.
Krajina má mírně zvlněný terén, kterým prostupují četná vádí (například Nachal Grar, Nachal Patiš, Nachal Sansana nebo Nachal Šikma). Na severovýchodní straně se území oblastní rady dotýká jižního okraje Judských hor respektive jejich části, která je nazývána Hebronské hory (Har Chevron). V tomto úseku teritorium rady hraničí i se Zelenou linií oddělující vlastní Izrael v mezinárodně uznávaných hranicích od okupovaného Západního břehu Jordánu. Na západním okraji zase sousedí s Oblastní radou Ša'ar ha-Negev.

## Dějiny
Židovská sídelní síť zde začala vznikat v roce 1946, kdy tu ještě na sklonku britské vlády vyrostly v rámci akce 11 bodů v Negevu čtyři malé opevněné osady. Tyto opěrné body pak sehrály svou strategickou roli během války za nezávislost v roce 1948. Po válce zde došlo plánovitě k zřízení soustavy židovských zemědělských vesnic, jejíž budování stále neskončilo (vznik obce Giv'ot Bar v roce 2004 nebo zásadní přestavba vesnice Šomrija prostřednictvím přesídlení Židů z pásma Gazy v roce 2006).
Oblastní rada Bnej Šim'on byla založena v říjnu 1951. Její jméno odkazuje na biblického kmene Šimeon. Znak oblastní rady navrhl v roce 1950 obyvatel kibucu Chacerim v rámci soutěže, která byla za tímto účelem vypsána. Starostou rady je סיגל מורן - Sigal Moran. Rada má velké pravomoci zejména v provozování škol, územním plánování a stavebním řízení nebo v ekologických otázkách. Sídlo úřadů oblastní rady se nachází v komplexu situovaném jižně od vesnice Bejt Kama, poblíž křižovatky dálnice číslo 40 a lokálních silnic 264 a 293.

## Seznam sídel
Oblastní rada Bnej Šim'on zahrnuje třináct sídel. Z toho je osm kibuců (kibuc Šomrija ovšem příchodem vysídlenců z Gazy fakticky charakter kibucu ztratil), čtyři mošavy a jedna společná osada. Dále se tu nacházejí i některé komplexy veřejného charakteru, bez statutu administrativně nezávislé obce, nicméně s autonomním postavením v rámci oblastní rady. To je případ mládežnické vesnice Adanim.
| druh sídla          | název                      | vznik | poznámka         |
| ------------------- | -------------------------- | ----- | ---------------- |
| kibuc               | Bejt Kama                  | 1949  |                  |
| kibuc               | Dvira                      | 1951  |                  |
| kibuc               | Chacerim                   | 1946  | 11 bodů v Negevu |
| kibuc               | Kramim                     | 1980  |                  |
| kibuc               | Lahav                      | 1952  |                  |
| kibuc               | Mišmar ha-Negev            | 1946  | 11 bodů v Negevu |
| kibuc               | Šomrija                    | 1984  |                  |
| kibuc               | Šoval                      | 1946  | 11 bodů v Negevu |
| mošav               | Nevatim                    | 1946  | 11 bodů v Negevu |
| mošav               | Ta'ašur                    | 1953  | Mošavej jachdav  |
| mošav               | Tidhar                     | 1953  | Mošavej jachdav  |
| mošav               | Broš                       | 1953  | Mošavej jachdav  |
| společná osada      | Giv'ot Bar                 | 2004  |                  |
| mládežnická vesnice | mládežnická vesnice Adanim | 2006  |                  |

## Demografie
Podle Centrálního statistického úřadu pobývalo v oblastní radě ke konci roku 2007 celkem 11 900 obyvatel. K 31. prosinci 2014 žilo v Oblastní radě Bnej Šim'on 8500 obyvatel. Z celkové populace bylo 8300 Židů. Včetně statistické kategorie "ostatní" tedy nearabští obyvatelé židovského původu, ale bez formální příslušnosti k židovskému náboženství jich bylo 8400.
Ještě počátkem 21. století víc než polovinu populace tvoří nežidovské obyvatelstvo, především rozptýlená arabská (respektive beduínská) populace. Některá beduínská sídla ale postupně získávají statut měst a opouštějí jurisdikci oblastní rady. To byl i případ velkého beduínského města Rahat. K roku 2009 již arabské obyvatelstvo z jurisdikce oblastní rady téměř zcela vymizelo.
| Rok            | 1961  | 1972  | 1983  | 1995   | 2006   | 2007   | 2008  | 2009  | 2010  | 2011  | 2012  | 2013  | 2014  |
| -------------- | ----- | ----- | ----- | ------ | ------ | ------ | ----- | ----- | ----- | ----- | ----- | ----- | ----- |
| Počet obyvatel | 2 800 | 4 500 | 6 600 | 10 600 | 11 500 | 11 900 | 6 200 | 6 700 | 7 100 | 7 500 | 7 900 | 8 000 | 8 500 |